# Myiophobus roraimae
Myiophobus roraimae là một loài chim trong họ Tyrannidae.